# ローリンソン準男爵
ローリンソン準男爵（Rawlinson baronets）は、イギリスの準男爵位。1891年にヘンリー・ローリンソンが叙位されたのに始まる。

## 歴史
カウンティ・オブ・ノーフォークにおけるノース・ウォルシャムのローリンソン準男爵(Rawlinson Baronetcy, of North Walsham in the County of Norfolk)は、オリエント学研究者・政治家・陸軍軍人のヘンリー・ローリンソンが1891年2月7日に連合王国準男爵位として叙位されたのに始まる。初代準男爵は、イギリス東インド会社の陸軍軍人としてペルシアに勤務していた時代にオリエント学に造詣が深くなり、ベヒストゥン碑文を解読したことで知られる。
その長男で2代準男爵を継承したヘンリー・ローリンソンは、陸軍大将まで昇進した陸軍軍人であり、第一次世界大戦では第4軍団や第4軍を指揮し、イープル、ソンム、アミアンなどの主要戦闘に参戦し、1919年10月6日に連合王国貴族カウンティ・オブ・ドーセットにおけるトレントのローリンソン男爵（Baron Rawlinson, of Trent in the County of Dorset）に叙位されたが、子供がなかったのでこの爵位は彼一代で終わった。
ローリンソン男爵の死後、準男爵位は弟のアルフレッド(3代準男爵)、ついでその息子アルフレッド(4代準男爵)、ついでその息子アンソニー(5代準男爵)が継承した。アンソニーが現当主である。

## ノース・ウォルシャムのローリンソン準男爵 (1891年)
- 初代準男爵サー・ヘンリー・クレズウィック・ローリンソン (1810–1895)
- 2代準男爵サー・ヘンリー・シーモア・ローリンソン（英語版） (1864–1925)
  - 1919年にローリンソン男爵

## ローリンソン男爵 (1919年)
- 初代ローリンソン男爵サー・ヘンリー・シーモア・ローリンソン（英語版） (1864–1925)
  - 死後、ローリンソン男爵廃絶

## ノース・ウォルシャムのローリンソン準男爵 (1891年)
- 3代準男爵アルフレッド・ローリンソン（英語版） (1867–1934)
- 4代準男爵サー・アルフレッド・フレデリック・ローリンソン (1900–1969)
- 5代準男爵サー・アンソニー・ヘンリー・ジョン・ローリンソン (1936-)
  - 法定推定相続人は現当主の長男アレグザンダー・ノエル・ローリンソン (1964-)